# Le Bec-Thomas
 Le Bec-Thomas  là một xã thuộc tỉnh Eure trong vùng Normandie miền bắc nước Pháp.